# Las mariposas disecadas
Las mariposas disecadas è un film del 1978 diretto da Sergio Véjar.

## Trama
Julia, eccentrica scrittrice di romanzi sotto lo pseudonimo di "Cassandra Fuller", è una donna di mezza età che vive da sola in una grande casa. Un pomeriggio, alcuni bambini tentano di entrare nella sua proprietà per cercare il cadavere di un uccello che loro stessi hanno ucciso per divertimento. Julia permette ai bambini di entrare in casa sua e mostra loro Plinio, un canarino che tiene in gabbia. La donna improvvisamente inizia a sentire un'incontrollabile attrazione per Olak, uno dei bambini del gruppo, e gli permette di farle visita tutti i pomeriggi per vedere Plinio.
Mentre la donna è sempre più ossessionata dal ragazzo, in una sorta di flashback, si viene a conoscenza di una vecchia relazione che Julia aveva con Jorge, un uomo più giovane di lei per il quale provava un amore ossessivo. Quando Jorge, costretto dai suoi genitori, decise di lasciarla, Julia in preda alla follia uccise il giovane e ne nascose il corpo in un armadio nella sua stanza fino a quando non fu costretta a seppellirlo in giardino.
Decise ad ogni costo a tenere con sé il piccolo Olak, Julia inizia a ricercare il metodo più efficace per conservare un cadavere in perfette condizioni.

## Riconoscimenti
- 1979 - Premio ACE[1]
  - Miglior attrice